# Zündapp
Zündapp ― німецький виробник мотоциклів та мотозапчастин.
Виробник брав участь у німецьких та європейських мотоперегонах. У сезоні 1931 року за заводську команду Zündapp виступав відомий автомотогонщик Бернд Роземейєр.

## Продукція компанії

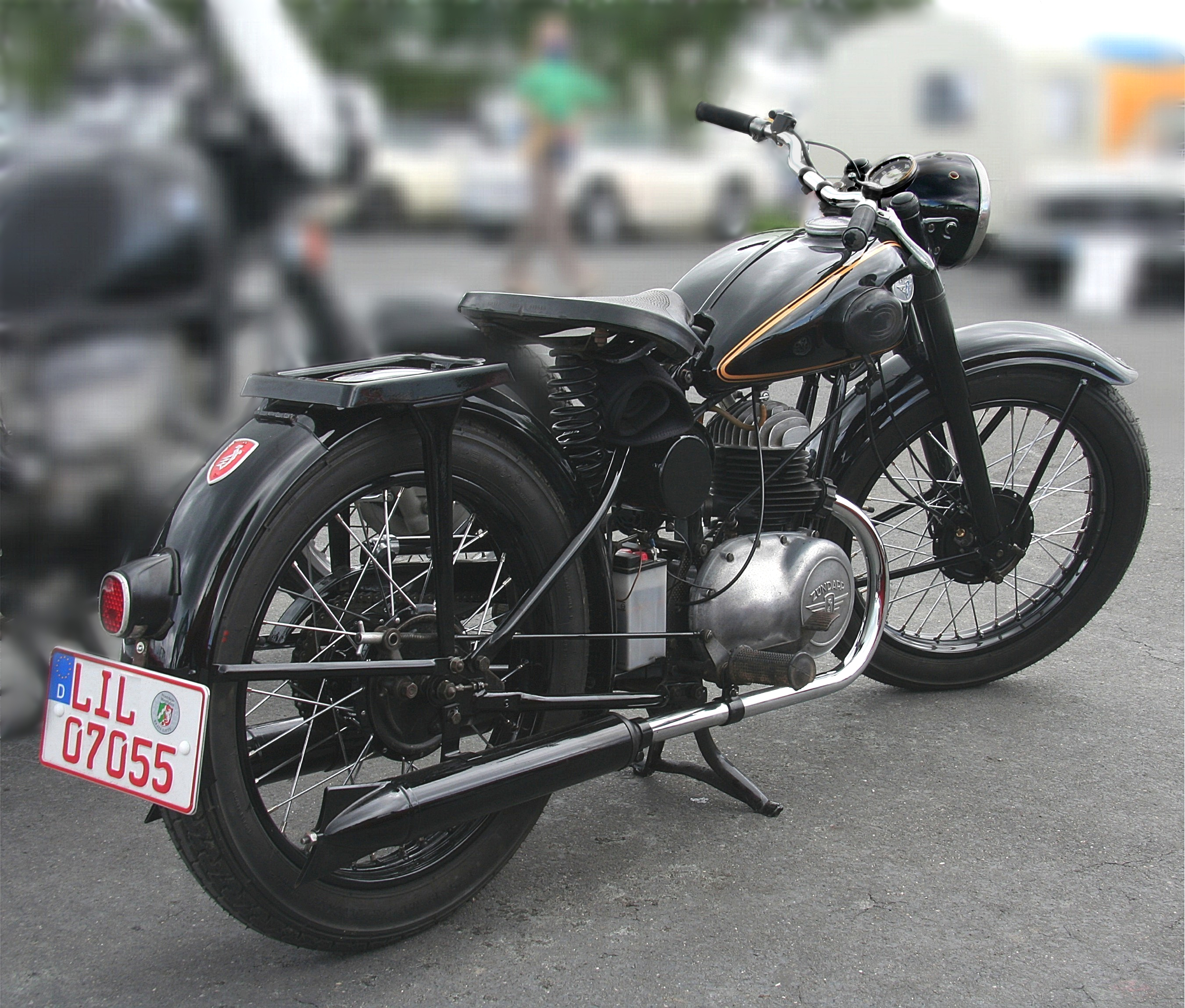
Модель DB201, виготовлена в 1951 році
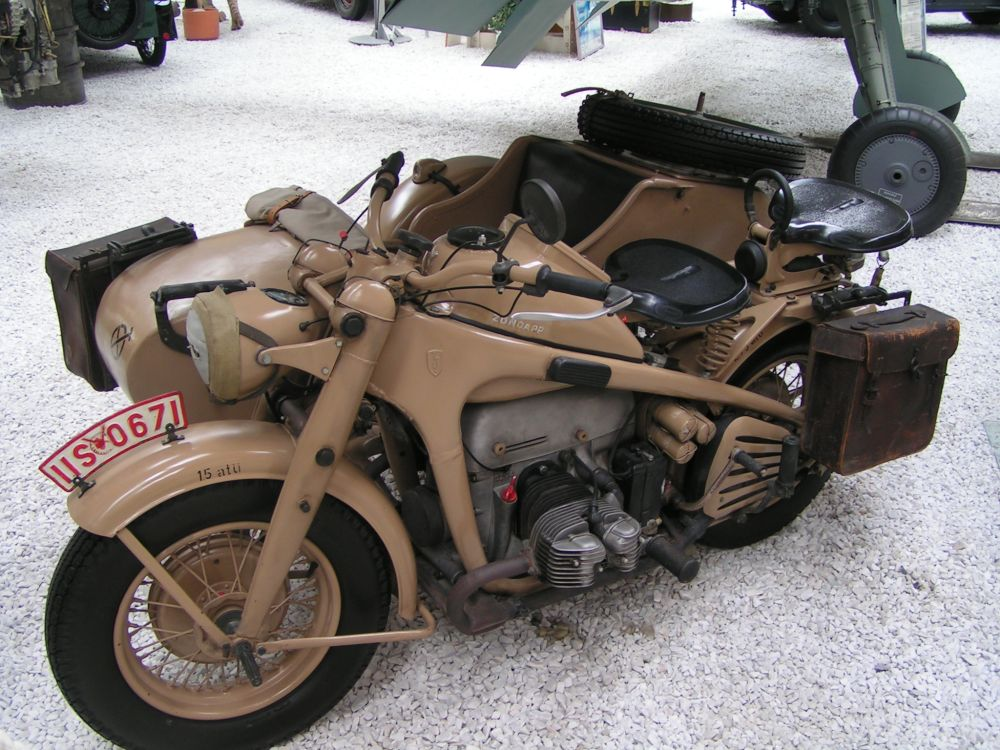
Zündapp KS 750 надсилався Вермахту
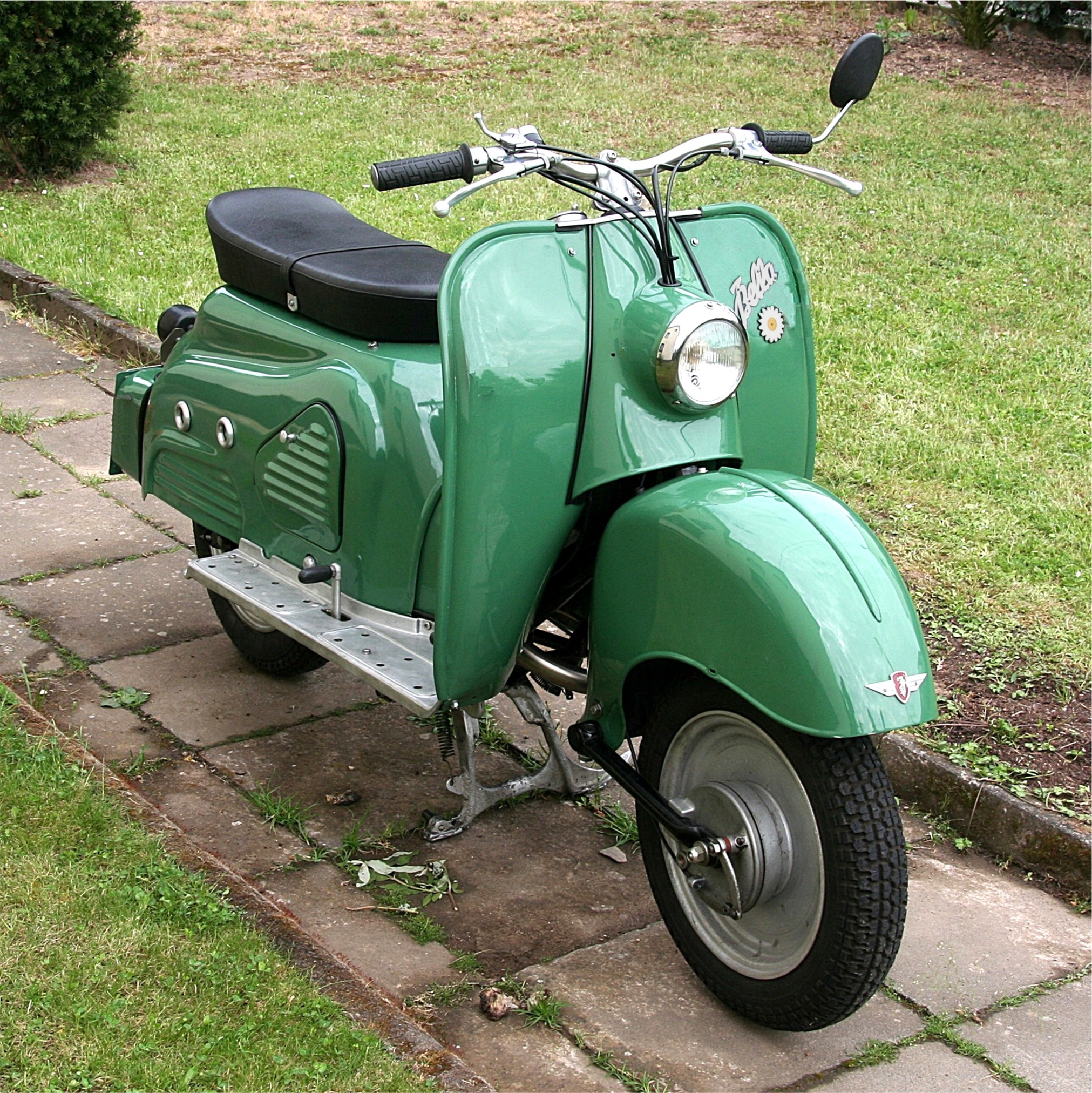
Моторолер Zündapp Bella R 154, 1958 року
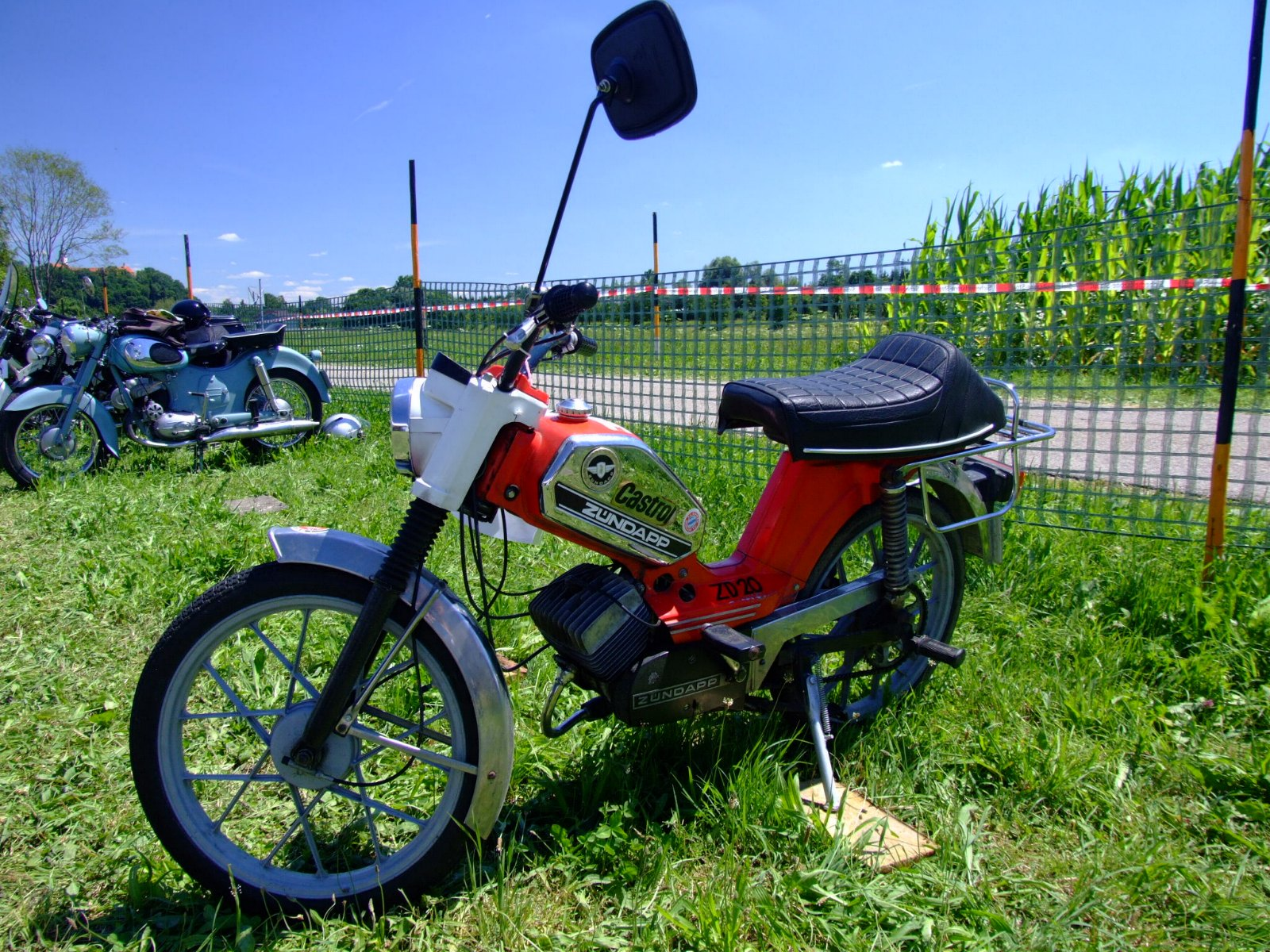
Мопед Zündapp ZD20, 1977 року
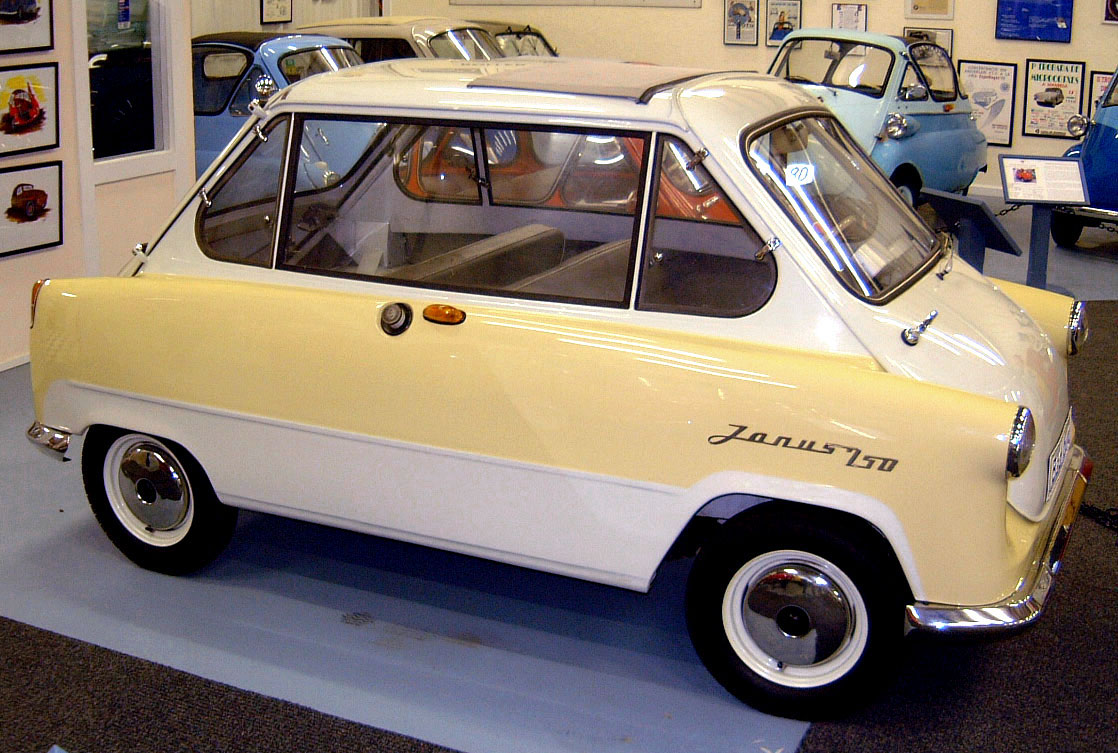
Автомобіль Zündapp Janus
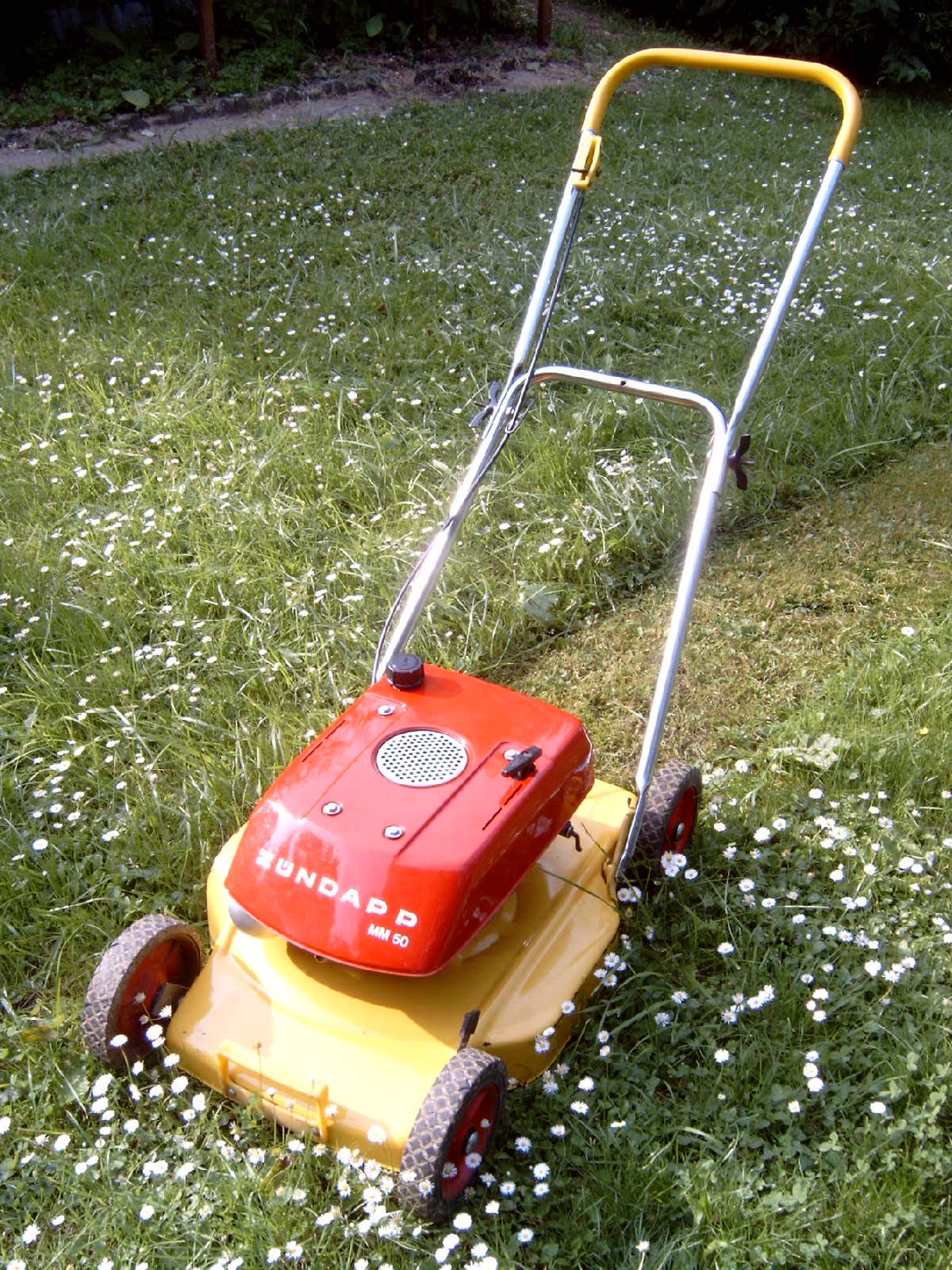
Газонокосарка Zündapp MM 50
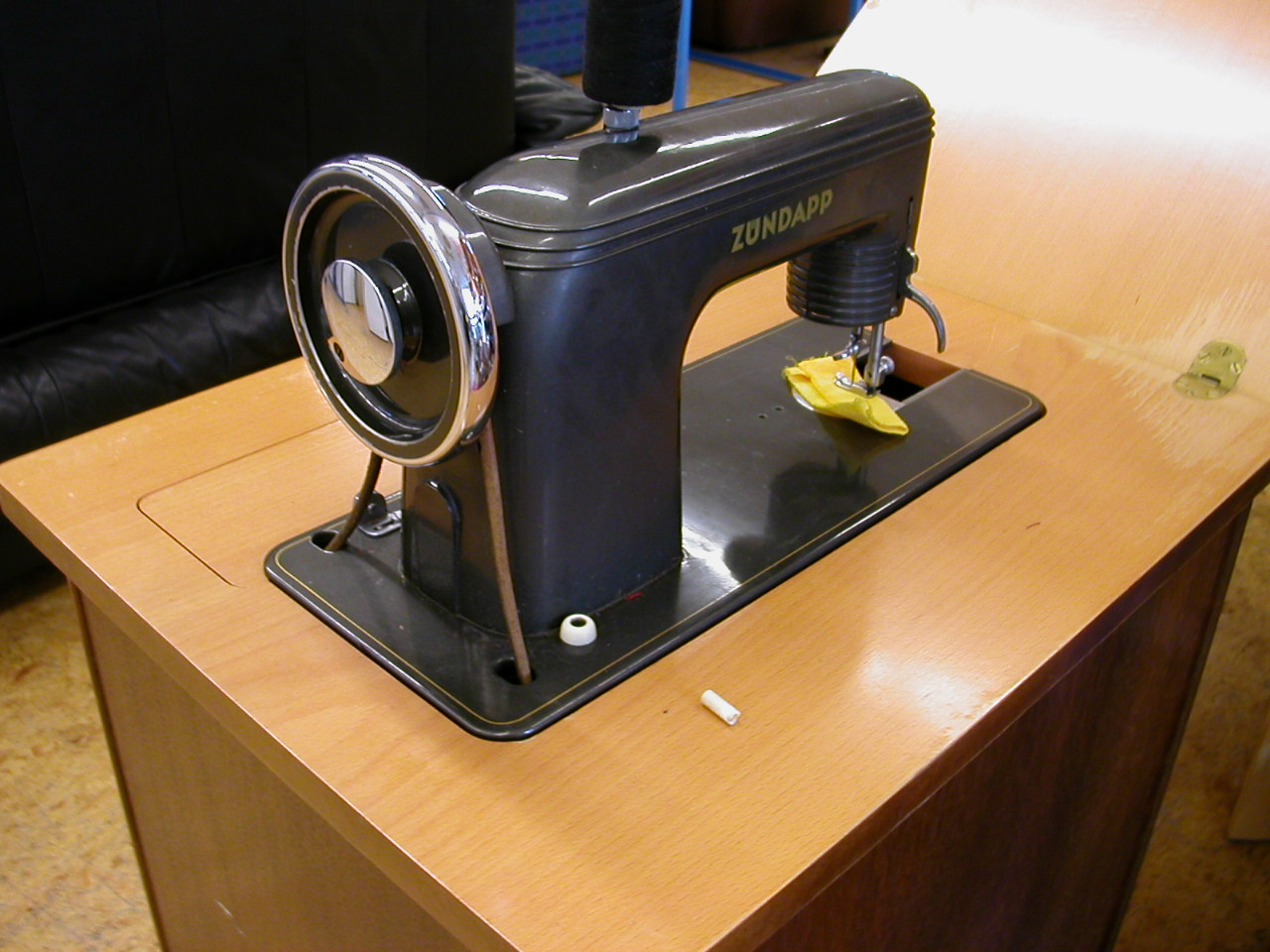
Швейна машинка Zündapp Nähmaschine
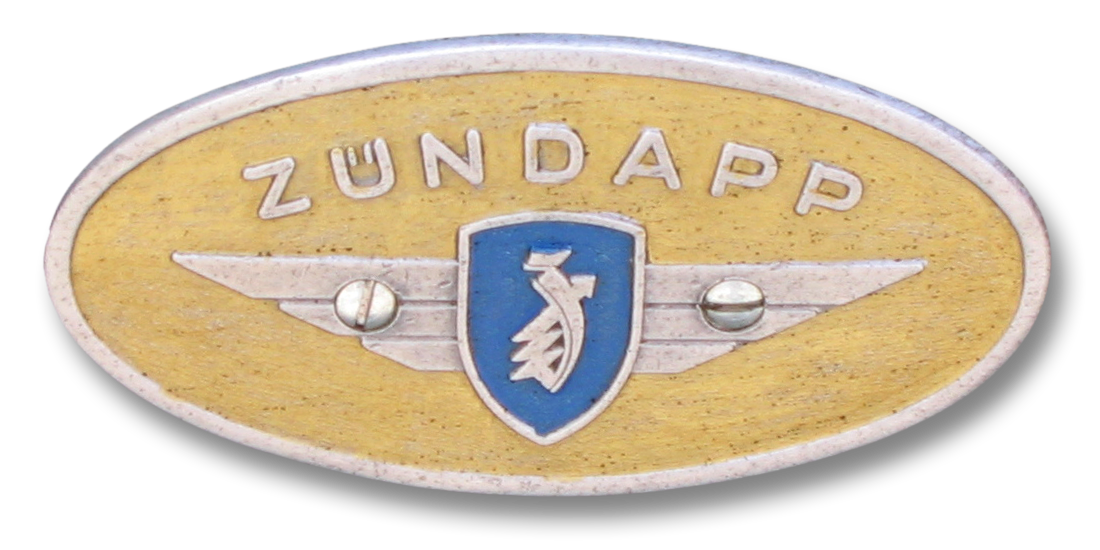
Логотип